# Мариненко, Дмитрий Сергеевич
Дмитрий Сергеевич Мариненко укр. Мариненко Дмитро Сергійович — украинский тренер (шашки) и шашист. мастер спорта СССР (1990), заслуженный тренер Украины (2001). Победитель первенства мира среди лиц с ограниченными возможностями (2015, Болгария).
Со школьных лет инвалид, ходит на костылях. Преподавал в ДЮСШ № 10 Днепропетровска. Сейчас живет и работает в Виннице, преподаватель шашек Винницкого городского детско-юношеской спортивной школы № 6. В 2011 году вышли в свет его «Размышления тренера».
Среди учеников призёры и чемпионы юниорских чемпионатов мира и Европы по русским и стоклеточным шашкам. Среди его лучших учеников чемпионы мира среди юниоров Олег Черняк, Денис Шкатула, Алина Галяга и Елена Короткая, чемпион Европы и призёр мировых юношеских турниров Иван Антоненко, призёр чемпионатов мира среди юношей Дмитрий Надточий, мастер спорта Владимир Разуваев.